# Triangle Metro Zoo
Triangle Metro Zoo was een dierentuin gelegen in de staat North Carolina ten noorden van de hoofdstad Raleigh, niet ver van Wake Forest.
TMZ was maar een kleine dierentuin en geheel in particuliere handen. De dierentuin was ontstaan uit de hobby van een plaatselijke landeigenaar die al sinds vele jaren exotische dieren fokte. Daaruit is sinds 2000 een voor het publiek toegankelijke dierentuin ontstaan. De dierentuin was prachtig gelegen op een boerderij in een bosrijk gebied doorsneden door een riviertje.
Het voordeel van TMZ was dat de officiële dierentuin van de staat North Carolina als gevolg van een politiek compromis halverwege tussen Charlotte en de hoofdstad Raleigh in Ashboro is aangelegd en dit is voor vele mensen met kinderen uit de Triangle toch wat ver. Bovendien was TMZ veel minder formeel en dat gaf vooral de kinderen de gelegenheid heel dicht bij de dieren te komen.
In februari 2006 is om financiële redenen besloten de dierentuin voorgoed te sluiten.